# Picsou du Chêne
Picsou du Chêne (né le 19 avril 2003), surnommé Picsi, est un cheval hongre de robe alezan, inscrit au stud-book du Selle français. Il est monté en saut d'obstacles, un premier temps avec l'Irlandaise Olive Clarke, puis par le Suisse Pius Schwizer au plus haut niveau de 2012 à 2014, par Martin Fuchs jusqu'en octobre 2015, enfin par la norvégienne Eva Ursin jusqu'en août 2018. Il est officiellement mis à la retraite en février 2021.

## Histoire
Picsou du Chêne est un fils du Tot de Semilly ; il naît le 19 avril 2003 à l'élevage de Françoise et Michel Zarb, situé à Saint-Lô dans le département de la Manche. Il est castré à l'âge de trois ans, le 3 mars 2006. Il participe à la finale du concours national français des jeunes chevaux de saut d'obstacles de 4 ans, le cycle classique. Il est initialement formé en France par le cavalier Emmanuel Vincent.
Il commence sa carrière internationale avec la cavalière irlandaise Olive Clarke, puis rejoint le cavalier suisse Pius Schwizer en 2012. Il est vendu à un autre cavalier suisse, Martin Fuchs, le 7 mars 2014. Il est opéré d'une occlusion intestinale peu après son arrivée, et suit plusieurs semaines de convalescence,. 
Martin Fuchs le revend en octobre 2015 à la cavalière norvégienne Eva Ursin, ce alors qu'il est l'un de ses meilleurs chevaux. Eva était censée monter Picsou pour représenter la Norvège à la Coupe des nations à Linz en 2017, mais Picsou n'a pas concouru durant la saison 2017 en raison d'une blessure. Le hongre sort en concours CSI 2 et 3* jusqu'en août 2018. Disparu des terrains de concours depuis lors, il est officiellement mis à la retraite par Eva Ursin en février 2021.

## Description
Picsou du Chêne est un cheval hongre de robe alezane, inscrit au stud-book du Selle français.

## Palmarès

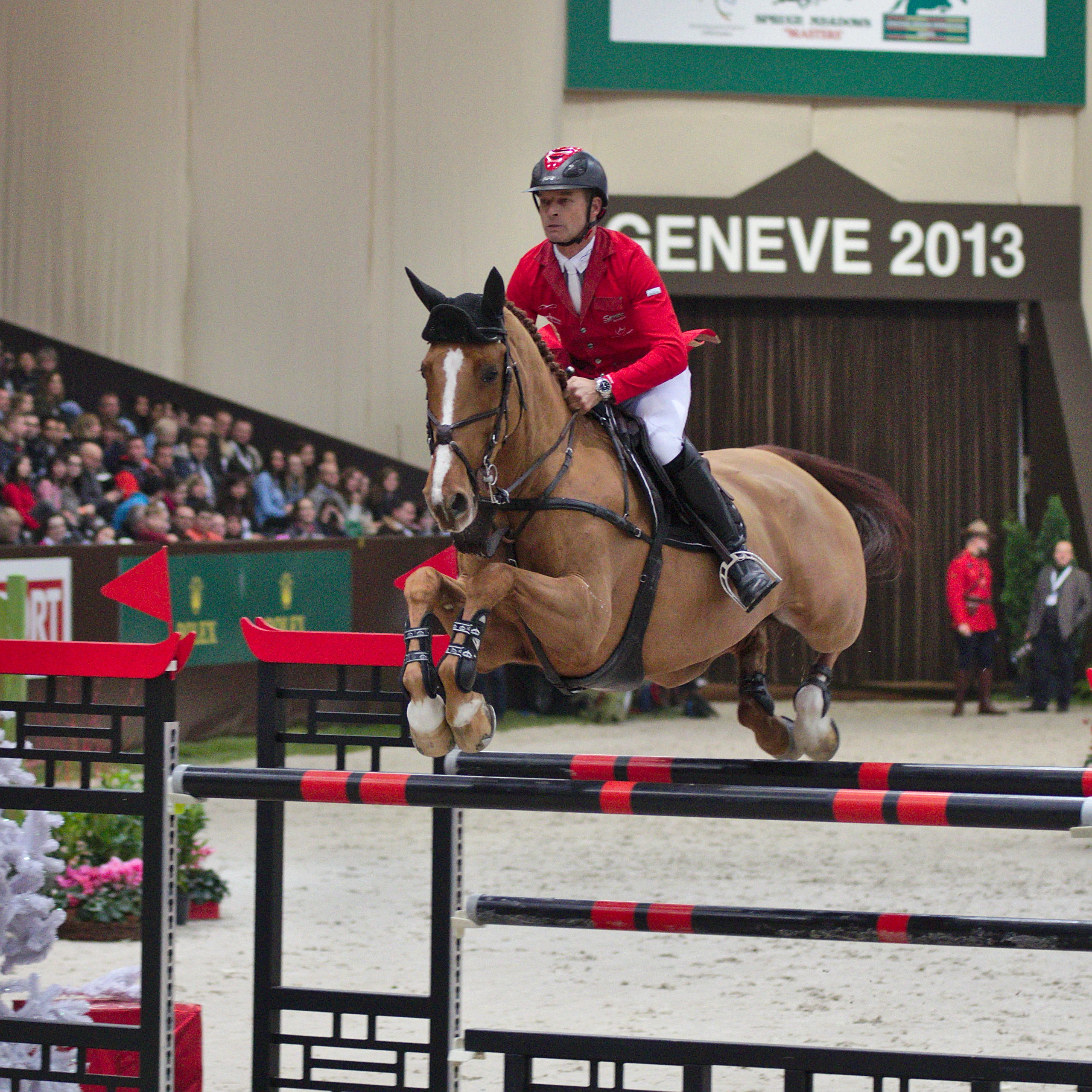
Pius Schwizer et Picsou du Chêne au CHI de Genève 2013.

- 2013 : 4e du Grand Prix de Bordeaux, avec Pius Schwitzer[3]
- 2013 : 5e du Grand Prix de Rome[3]
- 2013 : 2e de la Coupe des nations de St Gallen[3]
- 2013 : 20e du championnat d'Europe de saut d'obstacles[3]
- 24 janvier 2014 : vainqueur du Grand Prix de Zurich, avec Martin Fuchs[11].
- Décembre 2014 : vainqueur du Grand Prix du Gucci Masters[2]

Il atteint un indice de saut d'obstacles (ISO) de 176 en 2013.

## Origines
Picsou du Chêne est un fils de l'étalon Selle français Le Tot de Semilly et de la jument Jessy des Monceaux, par Caloubet du Bois. Son père, Le Tot de Semilly, est un performer reconnu en saut d'obstacles.